# Shades of a Blue Orphanage
Shades of a Blue Orphanage är det andra studioalbumet av det irländska rockbandet Thin Lizzy, utgivet 1972.
Titeln är en kombination av medlemmarnas förra band: "Shades of Blue" och "Orphanage".

## Låtlista
Samtliga låtar skrivna av Phil Lynott, om inte annat anges.
1. "The Rise & Dear Demise of the Funky Nomadic Tribes" - (Downey, Bell, Lynott) 7:06
2. "Buffalo Gal" - 5:30
3. "I Don't Want to Forget How To Jive" - 1:46
4. "Sarah" - 2:59
5. "Brought Down" - 4:19
6. "Baby Face" - 3:27
7. "Chatting Today" - 4:19
8. "Call the Police" - 3:37
9. "Shades of a Blue Orphanage" - 7:06

## Medverkande
- Eric Bell - gitarr
- Phil Lynott - elbas, sång
- Brian Downey - trummor

### Övriga medverkande
- Clodagh Simonds - cembalo, mellotron